# The Nick of Time Baby
The Nick of Time Baby é um filme americano dirigido por Clarence G. Badger e lançado em 1916.